# Lijst van afleveringen van Joan of Arcadia
Dit is een lijst met afleveringen van de Amerikaanse televisieserie Joan of Arcadia. De serie telt 2 seizoenen. Een overzicht van alle afleveringen is hieronder te vinden.

## Seizoen 1
| Nr. | Titel aflevering                  | Uitzenddatum VS   |
| --- | --------------------------------- | ----------------- |
| 1   | Pilot                             | 26 september 2003 |
| 2   | The Fire and the Wood             | 3 oktober 2003    |
| 3   | Touch Move                        | 10 oktober 2003   |
| 4   | The Boat                          | 17 oktober 2003   |
| 5   | Just Say No                       | 24 oktober 2003   |
| 6   | Bringeth It On                    | 31 oktober 2003   |
| 7   | Death Be Not Whatever             | 7 november 2003   |
| 8   | The Devil Made Me Do It           | 14 november 2003  |
| 9   | St. Joan                          | 21 november 2003  |
| 10  | Drive, He Said                    | 5 december 2003   |
| 11  | The Uncertainty Principle         | 12 december 2003  |
| 12  | Jump                              | 9 januari 2004    |
| 13  | Recreation                        | 16 januari 2004   |
| 14  | State of Grace                    | 6 februari 2004   |
| 15  | Night without Stars               | 13 februari 2004  |
| 16  | Double Dutch                      | 20 februari 2004  |
| 17  | No Bad Guy                        | 27 februari 2004  |
| 18  | Requiem for a Third Grade Ashtray | 12 maart 2004     |
| 19  | Do the Math                       | 2 april 2004      |
| 20  | Anonymous                         | 30 april 2004     |
| 21  | Vanity, Thy Name Is Human         | 7 mei 2004        |
| 22  | The Gift                          | 14 mei 2004       |
| 23  | Silence                           | 21 mei 2004       |

## Seizoen 2
| Nr. | Titel aflevering                | Uitzenddatum VS   |
| --- | ------------------------------- | ----------------- |
| 1   | Only Connect                    | 24 september 2004 |
| 2   | Out of Sight                    | 1 oktober 2004    |
| 3   | Back to the Garden              | 8 oktober 2004    |
| 4   | The Cat                         | 15 oktober 2004   |
| 5   | The Election                    | 22 oktober 2004   |
| 6   | Wealth of Nations               | 29 oktober 2004   |
| 7   | P.O.V.                          | 5 november 2004   |
| 8   | Friday Night                    | 12 november 2004  |
| 9   | No Future                       | 19 november 2004  |
| 10  | The Book of Questions           | 26 november 2004  |
| 11  | Dive                            | 10 december 2004  |
| 12  | Game Theory                     | 7 januari 2005    |
| 13  | Queen of the Zombies            | 14 januari 2005   |
| 14  | The Rise & Fall of Joan Girardi | 28 januari 2005   |
| 15  | Romancing the Joan              | 11 februari 2005  |
| 16  | Independence Day                | 18 februari 2005  |
| 17  | Shadows and Light               | 25 februari 2005  |
| 18  | Secret Service                  | 4 maart 2005      |
| 19  | Trial and Error                 | 1 april 2005      |
| 20  | Spring Cleaning                 | 8 april 2005      |
| 21  | Common Thread                   | 15 april 2005     |
| 22  | Something Wicked This Way Comes | 22 april 2005     |